# Akson

Budowa neuronu, połączenia i synapsa

Akson, włókno nerwowe, neuryt, włókno osiowe, wypustka osiowa – element neuronu odpowiedzialny za przekazywanie informacji z ciała komórki do kolejnych neuronów lub komórek efektorowych (mięśniowych, gruczołowych). Może być okryty osłonką. Jest z reguły dłuższy od dendrytów i, w odróżnieniu od nich, w komórce występuje pojedynczo (choć może być rozgałęziony).
Czasem włóknami nerwowymi nazywa się tylko długie aksony, a niekiedy dowolne wypustki neuronu. Wyróżnia się:
- w zależności od posiadania osłonki:
  - włókno nerwowe rdzenne
  - włókno nerwowe bezrdzenne

- w zależności od kierunku przewodzenia impulsów[4][2]:
  - włókno nerwowe czuciowe
  - włókno nerwowe ruchowe.

## Rozchodzenie się impulsu wzdłuż aksonów

Porównania włókna rdzennego z bezrdzennym

Generowanie i rozchodzenie się impulsu nerwowego związane są z transportem jonów. Przy ciągłym przepływie jonów przez błonę konieczny jest nakład energii.

### Akson niemielinowany
Lokalne pobudzenie nadprogowe aksonu niemielinowanego prowadzi do powstania potencjału czynnościowego. Ta lokalna depolaryzacja zostaje przeniesiona wzdłuż aksonu, aktywując kanały sodowe. Depolaryzacja rejonów sąsiadujących z miejscem pobudzenia spowodowana jest przez prądy wzdłużne. Przebieg depolaryzacji ma charakter jednokierunkowy: pobudzone wcześniej kanały sodowe są w stanie refrakcji, a przewodnictwo potasowe tego rejonu jest podwyższone. Fala depolaryzacji może rozchodzić się jedynie w kierunku miejsc, które nie uległy jeszcze refrakcji.
Ładunek na błonie rozłożony jak w kondensatorze: od strony zewnętrznej dodatni, od wewnętrznej ujemny. Oznacza to, że prądy wzdłużne po obu stronach błony mają te same natężenia, lecz przeciwne kierunki. Natężenia tych prądów zależą od lokalnej różnicy potencjałów, przewodnictwa elektrycznego ośrodka i promienia przekroju aksonu. Przewodnictwo ośrodka zewnętrznego znacznie przewyższa przewodnictwo wnętrza aksonu. Prądy wzdłużne wewnątrz i na zewnątrz aksonu muszą mieć tę samą wartość natężenia, zatem czynnikiem decydującym o szybkości przemieszczania się ładunków wzdłuż błony jest przewodnictwo środowiska wewnątrz aksonu. W aksonach niemielinowanych szybkość ta jest tym większa, im grubszy jest akson.

### Akson mielinowany
Osłonki mielinowe, tworzone przez komórki Schwanna lub komórki skąpowypustkowe, stanowią izolację elektryczną aksonu. Opór błony mielinowanej jest znacznie większy niż niemielinowanej, pojemność natomiast znacznie mniejsza, co sprawia, że właściwości transmisyjne aksonu mielinowanego są znacznie lepsze niż aksonu pozbawionego osłonki. W osłonce mielinowej występują przerwy – przewężenia Ranviera – w których znajduje się bardzo duża ilość napięciozależnych kanałów sodowych. Impuls nerwowy, podczas przechodzenia przez osłonkę, ulega zmniejszeniu. Jednak, dochodząc do kolejnych przewężeń Ranviera, ulega „regeneracji” przez wywołanie w tym miejscu potencjału czynnościowego. W warunkach fizjologicznych odległość między kolejnymi przewężeniami jest tak dobrana, aby każdy potencjał docierający do kolejnego przewężenia był potencjałem nadprogowym.
Impuls ulega przesyłowi jednokierunkowo – na podobnej zasadzie jak w aksonie niemielinowanym. Prędkość rozchodzenia się impulsu jest proporcjonalna do promienia aksonu mielinowanego i u ssaków (małp) dochodzi do 120 m/s (432 km/h).